# Jéan Constant
Jéan Constant (Haiti, 24 novembre 1991) è un giocatore di football americano haitiano naturalizzato statunitense che milita nel ruolo di wide receiver nei Seamen Milano della European League of Football (ELF).
Dopo aver giocato per la squadra della Village Academy High School è passato alle squadre della  Bryant University prima e della Stony Brook University poi; ha successivamente firmato con la squadra professionistica spagnola dei Barcelona Dragons e in seguito con i tedeschi Hamburg Sea Devils. Dal 2023 passa ai Seamen Milano.